# Classe River (destroyer canadien)
Pour les autres classes de navires du même nom, voir Classe River.
La classe River est une classe de destroyers en service dans la Marine royale canadienne (MRC) de 1931 à 1945. Les NCSM Skeena et Saguenay furent les deux premiers navires de cette classe construits pour la MRC et étaient basés sur la Classe A de la Royal Navy britannique.
La classe River comprenait également douze autres destroyers de classes différentes achetés à la Royal Navy. Tous les navires de la classe sont nommés selon des rivières canadiennes.